# Денгоф, Владислав
Владислав Денгоф (пол. Władysław Denhoff, 1639 — 7 октября 1683, под Парканами) — граф Священной Римской империи, государственный и военный деятель Речи Посполитой, командующий королевской гвардии, подкоморий поморский (1668), каштелян хелмнинский (1677), воевода поморский (1677), подскарбий королевской Пруссии (1679), староста косцежский, скарчевский, лигновский.

## Биография
Представитель знатного рода Денгоф собственного герба. Единственный сын воеводы поморского и венденского Герарда Денгофа (1590—1648) и Сибиллы Маргариты Бжегской (1620—1657).
Отец Станислава Эрнеста Денгофа, литовского государственного и военного деятеля, гетмана польного литовского, воеводы полоцкого.
Опытный парламентарист. После получения должности каштеляна хелмнинский, а затем воеводства поморского, в том же 1677 году стал сенатором, избирался послом (депутатом) нескольких сеймов.
Во время правления короля Михаила Корибута Вишневецкого был сторонником антикоролевской оппозиции.
После его смерти поддержал избрание на престол Яна Собеского и стал его близким соратником и советником, особенно, в вопросах связанных с балтийской политикой. Сопровождал короля Яна Собеского во время его пребывания в Данциге в 1677—1678 гг., возглавил комиссию по разрешению споров и конфликтов, возникших в городе. Тогда же был назначен воеводой поморским.
Участник многих военных кампаний Речи Посполитой, в том числе польско-турецкой войны (1672—1676), во время которой Яном III Собеским был назначен полковником.
В 1683 году В. Денгоф участвовал в битве с турками при Вене, командуя бригадой пехоты на левом крыле польской армии.
Сражался с османами под Парканами. Во время отступления польской кавалерии 7 октября 1683 из-за
отказавшегося выполнять команды коня, погиб, зарубленный турками, которые приняли его за короля, так он был такой же комплекции и роста, как и Собеский. Отрубленную голову В. Денгофа враги, решившие, что убили самого короля Яна Собеского, с триумфом носили в своем лагере. Турецкий военачальник Кара Махмед-Паша отправил в Буду новость о победе, и радостный Великий визирь Кара Мустафа-паша послал ему в подкрепление несколько тысяч конницы. Однако, на следующий день турки были разбиты.
Останки В. Денгофа были похоронены в семейной часовне на Ясной Гуре.

## Семья
Был женат на Констанции Слушке (? — 1723), дочери подскарбия надворного литовского Богуслава Ежи Слушки (ок. 1620—1658), и Анны Потоцкой (ум. 1695), от брака с которой имел сына и дочь:
- Станислав Эрнест Денгоф (ок. 1673—1728), ловчий великий литовский (1697), мечник великий коронный (1704), гетман польный литовский (1709—1728), воевода полоцкий (1722—1728)
- Тереза Денгоф, жена с 1725 года хорунжего великого литовского, князя Юзефа Чарторыйского (? — 1750).